# Leopold Theyer
Leopold Theyer (* 14. Oktober 1851 in Wien; † 7. Juli 1937 in Graz) war ein österreichischer Architekt des Späthistorismus und Kunstgewerbler.

## Leben
Leopold Theyer wuchs als jüngster Sohn des Papierfabrikanten Franz Seraphin Theyer mit seinen drei Geschwistern in Wien auf. Nach dem Besuch der Oberrealschule studierte er von 1869 bis 1873 an der Technischen Hochschule bei Heinrich Ferstel. Danach belegte er das Fach Architektur bei Friedrich Schmidt an der Akademie der bildenden Künste (1873–1876). Theyer war durch seine Ausbildung und seine Lehrer ein typischer Vertreter des Späthistorismus, im Besonderen des „altdeutschen Stils“. Viele Häuser am Grazer Joanneumring entstammen den Entwürfen Leopold Theyers als die Verbauung der Joanneum-Gärten rund um das ehemalige Neutor stattfand. Mitarbeiter war sein damaliger Schüler Jože Plečnik. Diverse Studienreisen führten Theyer nach Deutschland, Italien, Frankreich, England, Belgien, Schweden, Holland und Russland.
Von 1877 bis 1883 war Theyer Lehrer für technisches Zeichnen am Wiener Österreichischen Museum für Kunst und Industrie, der Vorläuferinstitution der Universität für angewandte Kunst. In den Jahren 1884 bis 1887 war er in Bozen zum Direktor der Fachschule für Holzindustrie bestellt. Seine Laufbahn als Professor begann 1887 in Graz an der Staatsgewerbeschule, setzte sich dann fort ab 1906 als außerordentlicher Professor an der Technischen Hochschule Graz für das Fach ‚technisches Zeichnen und Freihandzeichnen‘ und ab 1910 schließlich mit dem Ordinariat. Von 1913 bis 1923 unterrichtete er dort als Lehrer für Hochbau und Eisenbetonbau, in den Jahren 1910 bis 1914 und 1917 bis 1921 als Dekan.
Ab 1890 war Theyer in Graz vor allem mit dem Generalplan für die Verbauung der Joanneum-Gärten zwischen Neutorgasse, Kaiserfeldgasse und Raubergasse verantwortlich; hier wurden in den folgenden Jahren ein Großteil der Gebäude nach seinen Plänen errichtet. Es entstanden zahlreiche Wohn- und Geschäftshäuser entlang dem Joanneumring. Darüber hinaus war Theyer Mitglied des Kunstbeirats des Stadtbauamts und Juror bei Architekturwettbewerben. Neben diesen Tätigkeiten entwarf er zahlreiche Inneneinrichtungen und Gegenstände wie Bucheinbände.
Leopold Theyer war seit 1876 mit Elisabeth (Elise), geb. Erhardt (1853–1923), verheiratet und hatte mit ihr zwei Kinder: Theodora (1878–1910) und Erwin (1880–1957). Er verstarb an seiner Grazer Wohnadresse Joanneumring 3 und wurde am 9. Juli 1937, nach letztwilliger Einsegnung in der Vorhalle des Stefaniensaals, auf dem Evangelischen Stadtfriedhof St. Peter in der Familiengruft beigesetzt.

## Bauten (Auswahl)
- 1888–1889: Akademisches Gymnasium in Graz
- 1889: II. Staatsgymnasium in Graz, Lichtenfelsgasse
- 1892–1893: Ausstellungspavillon des Unternehmens Leykam auf der Weltausstellung 1893 in Chicago
- 1893: Haus der Steirischen Brandschadenversicherung in Graz, Herrengasse 18–20 (heute Haus der „Grazer Wechselseitigen“)
- 1895–1916: Heilstätte Alland bei Baden bei Wien (ohne Honorar)
- 1902–1904: Städtisches Amtshaus der Stadt Graz, Schmiedgasse 26–28 (1. Preis im Architekturwettbewerb)
- um 1903: Kaiserin-Elisabeth-Spital der Barmherzigen Brüder in Candia bei Rudolfswerth (Krain, Slowenien)
- um 1905: Sanatorium Hofacker bei Aflenz (Steiermark)
- 1905–1906: Lungenkrankenhaus Hörgas (heute Gratwein-Straßengel, Steiermark)
- 1905–1908: Musiksäle der Steiermärkischen Sparkassa in Graz (sog. Stefaniensaal)
- 1909–1915: Lungenheilstätte Enzenbach (heute Gratwein-Straßengel, Steiermark)
- 1923: Kriegerdenkmal im Grazer Dom

## Ehrungen, Auszeichnungen, Preise (Auswahl)
- 1882: Bürgerrecht der Stadt Mödling
- Im siebten Grazer Stadtbezirk, Liebenau, ist dem Architekten eine Gasse in einem Neubau-Wohnviertel gewidmet, die „Theyergasse“.